# 松原正之
松原正之（日语：／ Matsubara Masayuki，1939年2月7日—），宮城县出身，日本男子摔跤运动员。他曾代表日本参加1960年夏季奥林匹克运动会摔跤比赛，获得男子自由式蝇量级银牌。